# 服部正也
服部 正也（はっとり まさや、1918年10月13日 - 1999年11月29日）は、日本の銀行家、実業家。日本人初の世界銀行副総裁。

## 経歴
1918年（大正8年）三重県三重郡三重村（現：四日市市）に生まれる。幼少時は、ロンドンで7年間、上海で3年間を過ごした。長崎県の旧制大村中学校、旧制第一高等学校を経て東京帝国大学法学部を卒業。海軍予備学生となり、敵暗号の解読にあたる。海軍通信学校で予備学生の1期下である阿川弘之（後に作家）らを指導し、情報戦の重要さを説いた。服部は鉄拳制裁を辞さない鬼教官であった。
日本銀行に入行後、フルブライト基金によりアメリカに留学、ミネソタ大学大学院で学ぶ。帰国後パリに3年間駐在し、同銀行外国局渉外課長をつとめる。パリ時代にフランス・フランの通貨切り下げを2回経験し、その政策や国庫制度を調べる。帰国後は東南アジア中央銀行職員研修に参加し、ボンベイ、カラチなどに滞在。当地での体験が経済発展についての考え方に影響を与える。
1964年（昭和39年）12月30日に国際通貨基金の依頼を受け、ルワンダの中央銀行総裁として技術援助計画に出向。グレゴワール・カイバンダ大統領のもとで経済再建計画を立案し、通貨改革を行なう。当初の任期は、病気により退任した前任者の任期である1965年5月6日までの予定であったが、その後1年間に延長され、最終的には6年間におよんだ。
帰国後は日本銀行に復職し、ニクソン・ショック後の一連の国際会議に参加。世界銀行（国際復興開発銀行）に入行し、西アフリカ局審議役、ファイナンス担当シニア・アドバイザー、経理局長を経て副総裁となる。
世界銀行の定年退職後は、日本貿易振興機構、国際協力事業団、国際連合開発計画などの依頼で各国へ出張。国際農業開発基金の委員や、アフリカ開発銀行の「今後の十年の方向を考える十人委員会」の委員をつとめる。シェラトン・グランデ・トーキョーベイ・ホテル社長、会長を歴任。晩年まで各国の会議への参加や執筆活動を続けた。

### ルワンダ中央銀行時代（1965年-1971年）の主な施策
- 外国人職員の強化による行員の教育
- 経済再建計画の立案（基本構想は、生産増強の重点を農業におき、農民の自発的努力によって自活経済から市場経済に引き出すというもの）

#### 通貨改革
- ルワンダ・フランの新平価の決定（国際収支と物価水準の均衡）
- 二重為替相場制の廃止（自由外貨を政府外貨に統合し、外国人の利潤の不当な増大を防止）

#### 税制、財政改革
- 税制改革（ルワンダ人と外国人の税負担の不均衡を是正するため、税収の大部分を間接税に求める）
- 財政再建（予算規模を3年間固定、予算執行の準則、予算費目の間の流用の禁止、国庫仮勘定の縮小）
- 貸付や国債保有に関する金融機関（ルワンダ貯蓄金庫、ルワンダ商業銀行等）との協定
- 貿易外取引の改正（俸給送金、家賃収入の送金、企業の利益送金等）
- 資金援助に関する国際通貨基金や外国政府との交渉

#### 産業育成
- 物価統制の廃止
- 農業生産の増強（コーヒーの生産者価格の決定、農産物の多様化）
- 会社法の立法（商業活動をルワンダ人またはルワンダ法人にのみ認める）
- 商業における競争の導入（1件200ドルまでの国境貿易の許可、外国銀行券の携帯輸出入の許可、外国銀行券の保有と取引の自由化）
- 新銀行設立の援助（キガリ銀行、ルワンダ開発銀行）
- 物流の整備（倉庫会社設立の援助、日産自動車と日産ディーゼル（当時、現「UDトラックス」）よりトラックを導入）
- 公共交通網の整備（バス公社の再建、各都市間の定期交通便。日産ディーゼルよりバスを購入）
- ルワンダで操業するベルギーの鉱山会社との交渉

以上の施策の結果、消費者物価の安定、外貨事情の安定、農業生産の増加、輸出入の増加、税収の増加、経済の質的向上などの成果をみた。

## 人物

### 国際援助に関する見解
国際援助については、世界連帯の理念から自助努力を支援すべきという考えをもち、大来佐武郎の「援助に関係する人は、warm heart but cool headでなければならないが、どうも、warm heart and hot head の人が多い」という言葉を引いている。

### 国際機関に関する見解
ルワンダと世界銀行での勤務を通じて最も不満だったのは、欧米人一般と国際機関の国際官僚（途上国人を含む）の途上国への人種偏見と蔑視であり、援助の失敗は、この偏見が原因の大半であるとする。開発途上国での経験から、国連の援助機関のなかでは国連難民高等弁務官事務所と国際連合児童基金を特に評価していた。

### 経済発展に関する見解
アフリカの開発途上国発展の障害は、植民地体制の後遺症である一次産品への過大依存、外国企業の過大な収益送金、累積債務であるとし、その清算を課題としてあげている。

## 略歴
- 1918年：三重県に生まれる
- 1941年：東京帝国大学法学部卒業
- 1947年：日本銀行入行
- 1950年：アメリカ留学
- 1965年：ルワンダ中央銀行総裁に就任
- 1971年：日本銀行外事審議役
- 1972年：世界銀行入行
- 1980年：世界銀行副総裁に就任
- 1987年：国際農業開発基金委員
- 1988年：アフリカ開発銀行「今後の十年の方向を考える十人委員会」委員
- 1999年：逝去。享年81。

## 著書
- 『ルワンダ中央銀行総裁日記』　中央公論新社〈中公新書〉、1972年、299ページ / 2009年増補版、360ページ。 - 毎日出版文化賞受賞。増補版にはルワンダ内戦時の論考、ルワンダ経済の推移（大西義久）、年表等を追加。増補版の企画協力は冒険企画局。
- 『援助する国 される国』　中央公論新社、2001年。 - 遺稿集